# Želejov (Borek)
Želejov je malá vesnice na kopci, část obce Borek v okrese Jičín. Nachází se asi 1 km na jihovýchod od Borku. V roce 2009 zde bylo evidováno 29 adres. V roce 2001 zde trvale žilo 31 obyvatel.
Želejov je také název katastrálního území o rozloze 1,88 km2.
Na návsi je starodávná lípa, o které se říká, že pamatuje Žižku.[zdroj⁠?!]